# Pas-de-Calais
Pas-de-Calais este un departament în nordul Franței, situat în regiunea Hauts-de-France. Este unul dintre departamentele originale ale Franței create în urma Revoluției din 1790. Este numit după denumirea franceză a strâmtorii dintre Franța si Marea Britanie.

## Localități selectate

### Prefectură
- Arras

### Sub-prefecturi
- Béthune
- Boulogne-sur-Mer
- Calais
- Lens
- Montreuil-sur-Mer
- Saint-Omer

### Alte orașe
- Bruay-la-Buissière
- Hénin-Beaumont
- Liévin

## Diviziuni administrative
- 7 arondismente;
- 77 cantoane;
- 894 comune;